# Хорхе Алессандрі Родрігес
Хорхе Алессандрі Родрігес (ісп. Jorge Alessandri Rodríguez; 19 травня 1896, Сантьяго — 31 серпня 1986, Сантьяго) — президент Чилі з листопада 1958 по листопад 1964 року, кандидат в президенти на виборах 1970 року.

## Біографія
Син Артуро Алессандрі, президента Чилі в 1920—1925 і в 1932—1937 роках, і Рози Родрігес.
У 1919 році закінчив Чилійський університет за фахом інженер-будівельник.
У 1947—1950 роках — працюючи міністром фінансів, зумів реформувати економіку, знизивши інфляцію з 57 % до 17 %.
На Парламентських виборах 1957 був обраний сенатором від Сантьяго.
На Президентських виборах 1958 балотувався як незалежний кандидат, хоча мав підтримку Консервативної і Ліберальної партій, і здобув перемогу, набравши 31,2 % голосів.
На виборах 1970 року, набравши 35,30 % голосів, посів 2-е місце, поступившись Сальвадору Альєнде.